# Ceroplesis strandi
Ceroplesis strandi là một loài bọ cánh cứng trong họ Cerambycidae.